# واشنطن إف. ويلكوكس
واشنطن إف. ويلكوكس هو محامي وسياسي أمريكي، ولد في 22 أغسطس 1834 في كيلينغورث في الولايات المتحدة، وتوفي في 8 مارس 1909 في تشيستر في الولايات المتحدة. نشط حزبياً في الحزب الديمقراطي. وقد انتخب عضو مجلس ولاية كونيتيكت ‏ وانتخب عضو مجلس النواب الأمريكي.